# Marie Kučerová
Marie Kučerová rozená Blížkovská (* 7. března 1959 Brno) je česká muzikoložka, dramaturgyně a od roku 2013 ředitelka Filharmonie Brno.

## Život
Narodila se 7. března 1959 v rodině rostlinolékaře ve Státní traktorové stanici v Brně. Podle vlastních slov ve věku 13 nebo 14 let objevila klasickou hudbu. Chtěla hrát na piano, avšak na konzervatoř ji nepřijali. V roce 1978 odmaturovala na Klasickém gymnáziu v Brně na Slovanském náměstí. Po maturitě chtěla studovat hudební vědu, v Brně se však tento obor otevíral jen jednou za pět let. Na Filozofické fakultě Univerzity Jana Evangelisty Purkyně (dnešní Masarykovy univerzity) tak nejprve studovala historii, z níž v roce 1982 získala titul PhDr. s absolventskou prací na téma Městská hudební centra na Moravě v období pozdního feudalismu.
Poté pracovala jako lektorka v Ústavu dějin hudby Moravského zemského muzea v Brně, tj. jako průvodkyně v památníku Leoše Janáčka. Přitom dálkově studovala na Filozofické fakultě mezikologii. Pod vedením Miloše Štědroně se zaměřovala na renesanční a barokní hudbu, přičemž v roce 1984 absolvovala diplomovou prací na téma renesanční tabulatury. Téhož roku nastoupila do Českého hudebního fondu, kde se do roku 1987 jako editorka podílela na publikaci díla Leoše Janáčka.
Po mateřské dovolené v roce 1989, těsně před sametovou revolucí, nastoupila do hudební redakce Československé televize Brno a brněnské televizi zůstala věrná téměř 24 let. Působila zde jako dramaturgyně do roku 1992, kdy se stala producentkou brněnského studia České televize. V roce 2002 nastoupila tamtéž na pozici šéfdramaturgyně centra divadelní a hudební tvorby. Roku 2003 se neúspěšně zúčastnila konkurzu na ředitelský post brněnského studia. V roce 2011 se tamtéž stala manažerkou vývoje.
V průběhu svého televizního působení se dále vzdělávala absolvováním kurzu programingu televizního vysílání Cirnea v Paříži (1992) a programu Music and Media na Holloway University of London (1997). Byla porotkyní různých mezinárodních festivalů: Zlatá Praha, Prix Italia, Rose d’Or či International Emmy Awards. Stala se také členkou výkonných rad Evropské vysílací unie (EBU, od roku 2002) a Mezinárodního hudebního a mediálního centra (International Music & Media Centre, IMZ, od roku 2007).
V lednu 2013 ji komise vybrala ze tří kandidátů na místo ředitele Filharmonie Brno a po schválení Radou města Brna od 1. března téhož roku nastoupila na tuto pozici, z níž v říjnu 2012 rezignoval její předchůdce Zbyněk Matějů. Stala se historicky první ženou v čele této instituce a také první osobou, která nebyla výkonným umělcem. Spolu s tím se stala také intendantkou Mezinárodního hudebního festivalu Brno. Během jejího působení ve vedení filharmonie se mimo jiné stal šéfdirigentem orchestru Dennis Russell Davies (od roku 2017), zasazovala se také za stavbu nového koncertního sálu.